# 광주예술고등학교
광주예술고등학교(光州藝術高等學校)는 대한민국 광주광역시 북구 매곡동에 있는 공립 고등학교이다.

## 학교 연혁
- 1982년 12월 8일 : 남도예술학교로 인가(국악과 40명, 전통미술과 40명)
- 1983년 3월 12일 : 초대 하남호 교장 취임
- 1983년 3월 15일 : 남도예술학교 개교
- 1983년 11월 26일 : 남도예술고등학교로 교명 변경
- 1984년 1월 26일 : 신축교사로 이전 (현) [[경양초등학교]]부지
- 1992년 6월 17일 : 특수목적 고등학교로 지정
- 1993년 9월 1일 : 광주예술고등학교로 교명 변경
- 1999년 3월 1일 : 교육부지정 자율학교 시범학교 지정
- 2021년 8월 23일 : 신축 교사로 이전(매곡동)
- 2021년 9월 30일 : 신축 교사 준공
- 2022년 3월 1일 : 광주예술중고등학교 통합운영
- 2025년 1월 24일 : 제40회 졸업식(113명 졸업, 총 6,012명)
- 2025년 3월 1일 : 제14대 고용선 교장 취임

## 설치 학과
- 무용과
- 음악과
- 국악과
- 미술과
- 한국화과

## 참고 자료
- 광주예술고등학교 - 한국교육학술정보원 학교알리미